# Гідеон Патт
Гідеон Патт (івр. גדעון פת; 23 лютого 1933 — 27 квітня 2020) — ізраїльський політик, займав кілька міністерських постів у кінці 1970-х і початку 1980-х років.

## Біографія
Народився в Єрусалимі під час мандатної ери, Патт служив у бригаді Нахаль і вивчав економіку в Університеті Нью — Йорка, отримавши ступінь бакалавра.
На виборах 1969 року одержав 27 місце в списку гахана, але не потрапив у кнесет так як партія отримала лише 26 місць у парламенті. Потрапив у кнесет 29 січня 1970 року на місце померлого Ар'є Бен-Еліезера. Був переобраний у кнесет в 1973 і 1977 роках, і призначений міністром житлового будівництва в уряді Бегіна. У січні 1979 року очолив міністерство промисловості, торгівлі й туризму.
Після 1981 виборів міністерство туризму, промисловості та торгівлі було розділене, хоча Патт продовжував очолювати обидва аж до серпня 1981 року, коли він відмовився від посади очильника міністерства туризму.
Після виборів 1984 року став міністром науки і розвитку, і повернувся в міністерство туризму після виборів 1988 року. Незважаючи на те, що він знову потрапив до парламенту після виборів 1992 року, уряд був сформований партією праці, і Патт втратив своє місце в кабінеті. За підсумками виборів у 1996 році в парламент не потрапив.